# Bonloc
Bonloc è un comune francese di 375 abitanti situato nel dipartimento dei Pirenei Atlantici nella regione della Nuova Aquitania. È bagnato dal fiume Aran.

## Società

### Evoluzione demografica
Abitanti censiti